# AC Virtus
Associazione Calcio Virtus (fostă Società Sportiva Virtus (S.S. Virtus) este un club de fotbal sanmarinez, cu sediul în Acquaviva. Clubul a fost fondat în 1964. Virtus joacă în prezent în Campionato Sammarinese di Calcio Culorile echipei sunt verde și negru.

## Titluri
- Campionato Sammarinese di Calcio: 1
  - Câștigători: 2023–24,
  - Al doilea loc: 1987–88,

- Coppa Titano: 1
  - Câștigători: 2022–23

- Super Coppa Sammarinese: 1
  - Câștigători: 2023

- Trofeul Federal San Marino: 1
  - Câștigători: 1988

## European record

### Matches
| Season  | Competition      | Round | Club | Home     | Away     | Aggregate |
| ------- | ---------------- | ----- | ---- | -------- | -------- | --------- |
| 2024–25 | Liga Campionilor | 1Q    | FCSB | 1-7 Loss | 0-4 Loss | 1-11 Loss |

## Lotul actual
La 20 February 2024.
| Nr. |            | Poziție | Jucător           |
| --- | ---------- | ------- | ----------------- |
| 1   | Italia     | P       | Diego Lasagni     |
| 3   | Italia     | F       | Daniel Piscaglia  |
| 4   | Italia     | M       | Andrea Montanari  |
| 5   | Italia     | F       | Michele Rinaldi   |
| 6   | Italia     | F       | Roberto Sabato    |
| 7   | San Marino | F       | Manuel Battistini |
| 8   | Italia     | M       | Mario Barone      |
| 9   | Italia     | M       | Tommaso Lombardi  |
| 10  | Italia     | M       | Ivan Buonocunto   |
| 11  | Italia     | A       | Filippo Albini    |
| 14  | Italia     | A       | Loris Tortori     |
| 15  | Italia     | F       | Nicola Gori       |
| 16  | Italia     | M       | Jacopo Muggeo     |

| Nr. |            | Poziție | Jucător               |
| --- | ---------- | ------- | --------------------- |
| 17  | San Marino | M       | Alessandro Golinucci  |
| 19  | San Marino | M       | Pietro Sopranzi       |
| 22  | Italia     | A       | Nicola Angeli         |
| 23  | Italia     | F       | Christofer Genestreti |
| 24  | Italia     | A       | Alessandro Pecci      |
| 25  | Italia     | A       | Simone Benincasa      |
| 26  | Italia     | F       | Aron Giacomoni        |
| 28  | Italia     | P       | Andrea Battistini     |
| 31  | Italia     | M       | Nicolò Vallocchia     |
| 33  | Italia     | M       | Mattia Pirini         |
| 39  | Italia     | P       | Alex Passaniti        |
| 45  | San Marino | M       | Elia Ciacci           |
| 64  | San Marino | F       | Thomas Rosti          |